# زبان نیادراویدی
زبان نیا-دراویدی (انگلیسی: Proto-Dravidian language) زبانیست که گفته می‌شود نیای زبان‌های دراویدی می‌باشد؛ و فرضیهٔ نزدیکی آن به زبان سومری نیز مطرح است.